# 汪直 (明朝宦官)
汪直（15世纪—？），瑤族，廣西桂平西北大藤峡人，明朝成化年間的宦官、御馬監掌印太監，首創西廠。
汪直攬政期间，獨掌西廠，爪牙遍佈全國，任意羅織罪名，屡兴大狱，肆意横行，士大夫“益俯首事直，无敢与抗者”，“先后凡六年，冤死者相属”。內閣首輔商輅陳汪直十一罪，並說服閣老萬安、劉珝、劉吉、九卿項忠等彈劾汪直，兼之太監阿丑諷刺汪直權大，憲宗罷去西廠。汪直不再掌管西廠，但仍然受寵，遂誣陷商輅收授指揮楊曄賄賂，而御史戴縉再次歌頌汪直功勞，請恢復西廠，商輅於是力求離去。商輅既去，士大夫更加俯首侍奉汪直，沒有再敢與之抗者了。
後在御史徐鏞等人彈劾與尚銘、阿丑的進諫之下，汪直被皇帝貶至金陵，失勢。

## 生平
成化元年（1465年），两广总督韩雍镇压大藤峡瑶民之变。成化三年（1467年），襄城伯李瑾、尚书程信督师征讨南蛮，汪直等小男童被俘送燕京，經宮刑後分赠王公貴族。汪直初送昭德宫，为宪宗宠妃万贵妃身边的小内侍，后升迁御马监太监。深得宪宗青睐，被委派伺察刺事而更受信任。
成化十三年（1477年），汪直得到明憲宗的寵信領新设特务机构西廠，权势远在锦衣卫和东厂之上。汪直提督官校刺事。以锦衣百户韦瑛等为心腹，结党营私，兴大狱，迫害朝臣，公卿畏惧。后因大学士商辂、兵部尚书项忠等上告，憲宗罷去西廠，汪直复任御马监太监。不久，再开西厂，重新得势，令东厂官校诬告项忠，罢免为民。
成化十五年（1479年）秋，宪宗又诏令汪直至辽东等地巡边，得以监管指挥九边兵马。是年，汪直、朱永率军进剿建州女真，是为第二次成化犁庭。
明憲宗命汪直掌管十二团营。当时有个綽號叫阿丑的中官，善演诙谐幽默戏，经常在宪宗面前表演，颇有汉朝东方朔用滑稽方法进谏之，一天阿丑演一個喝酒鬧事的醉漢，旁边一个人说：“某官到！”阿丑装醉大骂，人又说：“皇上驾到！”阿丑还是醉骂如故，那人又说：“汪太监来了。”阿丑所装的醉人，赶紧起来惊恐的站在一边。旁边的人问道：“天子驾到都不害怕，为什么害怕汪太监？”阿丑说：“我只知有汪太监，不知有天子。”
都御史王越因西征而與韋瑛相識，此後交往甚深，之後依附汪直。右副都御史陳鉞也依附汪直而飛黃騰達，阿丑一日做戏，自己扮演汪直，手持一双「斧鉞」向前前行，有人问其缘故，答说：“这双斧鉞是王越和陈钺。”宪宗听后微笑了一下。
御史徐鏞等人弹劾汪直欺君枉法，擅开边衅，成化十七年（1481年），西部蒙古亦思马勒攻打宣府，受宪宗之命与平胡将军王越前去抵御，后宪宗讓汪直外出鎮守大同、宣府。因给事御史一再劾奏其苛扰，大同巡抚郭镗弹劾他与总兵许宁不和。成化十九年（1483年），宪宗废西厂，其後汪直被貶至南京金陵任御马监，后贬为奉御。
正史後續無提及汪直結局。

## 艺术形象
- 2001年香港處境喜劇《皆大歡喜》，羅浩楷飾演的凌公公，有影射汪直的形象。
- 2011年中國電影《龍門飛甲》，陳坤飾演西廠督主羽化田，有影射汪直的形象。
- 2011年中國大陸電視劇《后宮》，譚耀文飾演汪直。
- 2015年中國大陸電視劇《醫館笑傳》，張一龍飾演汪直。
- 2016年中國大陸電視劇《醫館笑傳2》，高宏亮飾演汪直。
- 2020年中國大陸電視劇《成化十四年》，劉耀元飾演汪直。

## 延伸阅读
[在维基数据编辑]
 《國朝獻徵錄·卷之一百十七》，出自焦竑《國朝獻徵錄》
 《明史卷三百〇四》，出自《明史》